# Панкратовская волость
Панкратовская волость — бывшая административно-территориальная единица 3-го уровня (1995—2006) в Дновском районе Псковской области России.
Административный центр — деревня Панкратово.

## История
Территория волости в 1927 году вошла в Дновский район в виде ряда сельсоветов, в том числе Панкратовского сельсовета.
Решением Псковского облисполкома от 25 апреля 1960 года Панкратовский сельсовет был упразднён и включён в Моринский сельсовет.
Решением Псковского облисполкома от 15 октября 1964 года из части Моринского сельсовета вновь был выделен Панкратовский сельсовет.
Постановлением Псковского областного Собрания депутатов от 26 января 1995 года все сельсоветы в Псковской области были переименованы в волости, в том числе Панкратовский сельсовет был превращён в Панкратовскую волость.
Законом Псковской области от 28 февраля 2005 года Панкратовская волость была упразднена и вместе с Моринской волостью вошла в новое муниципальное образование Моринская волость со статусом сельского поселения с 1 января 2006 года в составе муниципального образования Дновский район со статусом муниципального района.

## Населённые пункты
В состав Панкратовской волости входило 17 деревень: Борисиха, Гачки, Егольско, Загорье, Захонье, Зерема, Люта, Матвеиха, Михайлов Погост, Огоровоста, Павлиха, Панкратово, Поповщина, Рублево, Селище, Сорокино, Стволино.